# Ike Barinholtz
Isaac "Ike" Barinholtz, född 18 februari 1977 i Chicago i Illinois, är en amerikansk skådespelare, komiker och manusförfattare.
Mellan 2002 och 2007 var han medlem i skådespelarensemblen i MADtv och sedan 2012 spelar han rollen som Morgan Tookers i komediserien Mindy Project. Han har även agerat som manusförfattare i de båda programmen. Barinholtz har även haft roller i långfilmer som Meet the Spartans (2008) och Suicide Squad (2016). Barinholtz är äldre bror till den amerikanska skådespelaren Jon Barinholtz.

## Filmografi i urval
- 2002–2007 – MADtv (TV-serie)
- 2008 – Meet the Spartans
- 2008 – Disaster Movie
- 2012 – Eastbound & Down (TV-serie)
- 2012–2016 – Mindy Project (TV-serie)
- 2014 – Bad Neighbours
- 2015 – Sisters
- 2016 – Bad Neighbours 2
- 2016 – The Angry Birds Movie (röst)
- 2016 – Suicide Squad
- 2016 – Central Intelligence (endast manus)
- 2017 – Bright
- 2020 – The Hunt
- 2023 – White House Plumbers (TV-serie)
- 2023 – The Afterparty (TV-serie)